# 結海
鈴木友海（結海）（すずきゆうみ（ゆうみ）、1986年9月27日 - ）は、日本の女流しシンガーソングライター。愛知県出身。身長165cm。
幼少から始めたアコースティックギターで中学生の頃から楽曲制作を始める。
高校在学中に地元の愛知県「FMおかざき」にてレギュラー番組を2年間放送する。
大阪芸術大学在学中に新星堂オーディションでグランプリ獲得、他にテレビ朝日「ストリートファイターズ」で結海特集が放映される。大学卒業後上京し数々の音楽コンテストでグランプリ受賞。
2014年より台湾でCDを発売し国外でも活動開始。
2016年より横丁流しを始め次世代女流しシンガーとして注目を集めている。

## ディスコグラフィー（インディーズ）

### CDシングル
・PDcA?（結海）　2曲収録　2016
・@YUUMI（結海）　2曲収録　2019
・MIKOTO（鈴木友海）　１曲収録　2019
・イロトリドリ（鈴木友海）　2曲収録　2019

### CDミニアルバム
・16545（結海）　5曲収録　2012/11/15
・Dear Lady(鈴木友海）4曲収録 2019/8発売

## 受賞歴
- 第4回シンガーソングライタコンテストin青梅（2003年） グランプリ
- 高校生バンドコンテストMusic Power Station 名古屋大会（2005年）　オリコン特別賞
- 第2回Kyoto Student Music Award(京都学生祭典)（2005年）　準グランプリ
- 新星堂オーディション「CHANCE'2005」　グランプリ
- 第6回ミュージシャングランプリOSAKA（2007年）　準グランプリ
- 第8回KARIYA洲原音楽祭（2008年）　グランプリ
- 第5回さいたま新都心Jazz Vocalコンテスト（2010年）　入賞

・2019年2月　TV東京カラオケバトル出場、優勝